# Струков, Константин Иванович
Константи́н Ива́нович Стру́ков (род. 10 сентября 1958, Димитровский, Оренбургская область) — российский шахтёр, предприниматель, политический деятель. Депутат, с 23 июня 2016 года вице-председатель Законодательного Собрания Челябинской области. Президент ПАО «Южуралзолото Группа компаний» (ЮГК). Богатейший житель Челябинска. Почётный житель Челябинской области Полный кавалер знака «Шахтёрская слава». Член правления, вице-президент Союза промышленников и предпринимателей. Доктор технических наук, действительный член Академии горных наук РФ. С 2011 года стабильно входил в рейтинг 200 богатейших бизнесменов России по версии журнала Forbes. В рейтинге «200 богатейших бизнесменов России 2021» занял 55 позицию с состоянием 2800 млн долларов, а в рейтинге «110 российских миллиардеров. Рейтинг Forbes — 2023» — 91 место с состоянием в 1,3 млрд долларов.
Находится под персональными санкциями ряда стран.
11 июля 2025 года суд изъял доли Струкова в группе компаний «Южуралзолото» и другие активы его и его окружения в доход государства. По данным прокуратуры, Струков незаконно получил «Южуралзолото» и еще десять компаний под свой контроль, используя свои должности и положение в органах власти. Они были оформлены на его дочь Александру Струкову, имеющую гражданство Швейцарии, и доверенных лиц. 14 июля 2025 года суд отстранил Струкова от поста президента управляющей компании «Южуралзолото Группа компаний»..

## Биография

### Ранние годы
Родился 10 сентября 1958 года в селе Димитрово Илекского района Оренбургской области. В 1975 году поступил в Магнитогорский горно-металлургический институт имени Г. И. Носова. Специальность «Технология и комплексная механизация подземной разработки месторождений полезных ископаемых». В 1980 году окончил учёбу, после этого был отправлен по распределению в Казахскую ССР на объединение «Караганда уголь». До 1997 год работал на предприятиях республики Казахстан. За это время прошёл путь от горного мастера до начальника шахты «Каззолото».
В 1994 году Струков создал в Сибае (Башкортостан) ООО «Купрум», которое стало заниматься золотодобычей.

### Деловая карьера
В 1997 году возглавил предприятие «Южуралзолото», которое на тот момент переживало острый кризис. В 2000 году предприятие работало в полном объёме. Под руководством Струкова было освоено множество новых месторождений, шла процедура замены старого производственного оборудования на новое. К концу 2003 года предприятие почти полностью перешло в собственность[прояснить] Струкова.
По поручению правительства области в 2001 году стал заниматься решением проблем Коркинского угольного бассейна. В 2002 году он возглавил Челябинскую угольную компанию. В 2006 году был назначен председателем совета директоров «Челябинской угольной компании».
С 2008 года стал президентом ООО «Управляющая компания Южуралзолото» и председателем совета директоров Открытого акционерного общества «Южуралзолото Группа Компаний».
В 2014 году «Южуралзолото» цена активов значительно упала, в связи с этим состояние Струкова упало на 400 миллионов долларов. Вследствие ухудшения экономической обстановки, в холдинге Струкова прошёл ряд проверок, которые в конечном итоге не выявили нарушений. Несмотря на трудности, в 2016 году ему удалось восстановить позиции в рейтинге Forbes. В 2015 году холдинги Струкова выкупили 100 % ООО «Соврудник».
В середине 2016 году Струков анонсировал начало строительства тепличного комбината. В июле было учреждено ООО «Агрокомплекс „Экомодуль“». Объём инвестиций в проект должен был быть около 2,5 миллиардов рублей.
В конце 2018 года СМИ сообщили о том, что Константин Струков купил Прокопьевский угольный разрез. Продавцом выступил холдинг «Сибирский деловой союз» (СДС) Михаила Федяева и Владимира Гридина, сумма сделки составила около $130 млн.
В 2019 году был награждён Почётной грамотой Президента РФ за «достигнутые трудовые успехи и многолетнюю добросовестную работу», которую вручил ему губернатор Челябинской области.
В феврале 2020 года ЮГК Струкова вошла в капитал холдинга Petropavlovsk Plc (ГК «Петропавловск»), выкупив пакет в 22,37 % у миллиардера Романа Троценко, после чего был инициирован ряд проверок с приглашением аудиторской компании KPMG, и в компании начался корпоративный конфликт. Результатом проверок стало увольнение Павла Масловского с поста гендиректора, смена менеджмента на ключевом активе предприятия, «Покровском руднике» и обращение в правоохранительные органы.
В июле 2021 году ЮГК Струкова увеличила долю владения в акционерном капитале Petropavlovsk Plc (ГК «Петропавловск») до 29,19 %.
В 2020 году избран членом правления и вице-президентом Челябинской областной общественной организации «Союз промышленников и предпринимателей» (региональное отделение РСПП).
В 2021 году по версии Forbes Струков стал богатейшим госслужащим в России, заняв первое место в рейтинге с доходом 8627,49 млн рублей.
Пять раз избирался депутатом Законодательного собрания Челябинской области.

## Научная деятельность
В 2003 году защитил кандидатскую диссертацию на тему «Совершенствование технологии отработки жильных месторождений золота на больших глубинах Кочкарского месторождения».
В 2018 году защитил докторскую диссертацию на тему «Обоснование параметров горнотехнических систем на завершающей стадии подземной разработки жильных золоторудных месторождений Урала» в Институте проблем комплексного освоения недр имени академика Н. В. Мельникова РАН.
В 2020 году единогласным решением членов Академии горных наук (АГН) избран действительным членом АГН и награждён дипломом и нагрудным знаком.

## Благотворительная деятельность
В 2018 году стал лауреатом народной премии «Светлое прошлое», которая вручается известным людям, связанным с Южным Уралом.
В 2018 году стал одним из десяти обладателей государственной премии «Меценат года — 2018», учреждённой министерством культуры России. Победил в номинации «Поддержка талантливых детей, приобщение молодёжи к историко-культурному наследию России» — наградой отмечена его деятельность по поддержке культурных проектов благотворительного Фонда Олега Митяева «Все настоящее — детям!» и оказанию финансовой помощи Челябинскому театру оперы и балета.
В 2018 году постановлением губернатора Челябинской области Константину Струкову присвоено звание «Почётный житель Челябинской области», за «большой вклад в социально-экономическое развитие Челябинской области, повышение её авторитета в РФ».

## Политическая деятельность
В 2000 году был избран по депутатом Законодательного Собрания Челябинской области. В 2016 году был кандидатом в Государственную думу Российской Федерации VII созыва. В предварительном голосовании Единой России по Челябинской области занял второе место, обеспечив себе проход в нижнюю палату. Отказался от дальнейшего участия в выборах, приняв приглашения Владимира Викторовича Мякуша стать вице-спикером регионального парламента. Должность была создана специально для него.
Как заместитель председателя Законодательного Собрания Челябинской области занимался вопросами по экологии, промышленной политике и транспорту.
13 сентября 2020 года в пятый раз был избран депутатом, а затем вновь стал заместителем председателя Законодательного собрания Челябинской области VII созыва.

## Задержание и конфискация активов
5 июля 2025 года Струков был задержан при попытке покинуть Россию. Несмотря на судебный запрет, Струков пытался улететь из Челябинска в Турцию на личном бизнес-джете Bombardier. На борту судебные приставы изъяли у Струкова загранпаспорт, который к этому времени уже был аннулирован миграционной службой МВД России. Ранее Советский районный суд Челябинска в рамках иска Генпрокуратуры наложила на Струкова ряд ограничений, в частности, запретив ему и членам его семьи выезд за рубеж. Генпрокуратура добивается изъятия активов Струкова как имеющих коррупционное происхождение, в том числе, акции и доли 11 компаний.
11 июля 2025 года суд изъял доли Струкова в группе компаний «Южуралзолото» и другие активы его и его окружения в доход государства. По данным прокуратуры, Струков незаконно получил «Южуралзолото» и еще десять компаний под свой контроль, используя свои должности и положение в органах власти. Они были оформлены на его дочь Александру Струкову, имеющую гражданство Швейцарии, и доверенных лиц. 14 июля 2025 года суд отстранил Струкова от поста президента управляющей компании «Южуралзолото Группа компаний»..

## Рейтинги
С 2011 года стабильно входил в рейтинг 200 богатейших бизнесменов России по версии журнала Forbes. Пик состояния пришёлся на 2017 год. В 2015 году фигурировал в рейтинге доходов чиновников журнала Forbes и занял 37 место с доходом в 248 миллионов рублей. В 2017 году Forbes поместил Струкова на 32 место в аналогичном рейтинге, с доход в 352 миллиона рублей.
| Показатель         | 2011 | 2012 | 2013 | 2014 | 2015 | 2016 | 2017 | 2018 | 2019 | 2020 | 2021 |
| ------------------ | ---- | ---- | ---- | ---- | ---- | ---- | ---- | ---- | ---- | ---- | ---- |
| Состояние ($ млрд) | 0,8  | 0,65 | 0,85 | 0,9  | 0,5  | 0,9  | 0,95 | 1,7  | 1,9  | 2    | 2,8  |
| Место (в России)   | 126  | 152  | 126  | 120  | 168  | 94   | 108  | 59   | 53   | 55   | 55   |

Каждый раз попадал в публикуемый раз в 4 года рейтинг «100 самых богатых челябинцев», а в 2016 году был признан богатейшим жителем города. В 2020 году занял 3-е место в рейтинге 100 богатейших госслужащих и депутатов по версии Forbes. Его доход составил 5054.53 млн рублей.

## Санкции
19 октября 2022 года Константин Струков попал под санкции Украины, так как «он является одним из крупнейших доноров „Единой России“, правящей партии Путина».
8 ноября 2023 года, на фоне вторжения России на Украину, Струков был включён в список санкций Великобритании против российских олигархов и компаний, поддерживающих военную экономику России.
23 февраля 2024 года был включён в санкционные списки США вместе с ПАО «Южуралзолото Группа компаний» и ООО УК «ЮГК».

## Оценки и критика
Оценки СМИ неоднозначны. Некоторые издания положительно оценивали его деятельность как депутата, так и бизнесмена. Другие подвергали предпринимателя резкой критике.
В 2012 году вместе с губернатором области Михаилом Юревичем подвергся критике со стороны председателя Правительства РФ Владимира Путина, который посещал посёлок Роза. Жизнь рядовых рабочих Струкова неприятно удивила премьера. В связи с постепенным углублением и расширением угольного разреза многие дома в данном посёлке оказались в 80-300 метрах от края котлована. Верхние слои почвы постепенно сползали вниз котлована. Из-за этого многие дома получили серьёзные трещины, постепенно разрушались и были признаны аварийными.
Перед выборами в Госдуму некоторые СМИ обвинили Струкова в загрязнении атмосферы Челябинской области. В связи с тем, что на Коркинском карьере не проводятся все нужные мероприятия в атмосферу выделяются ядовитые газы, содержащие бензопирен. Это особенно губительно в безветренные дни. Например, в 2016 году от отравления газами умерла лаборант. В ЧУК все обвинения отвергли. На данный момент существуют планы по ликвидации месторождения.
Впоследствии в СМИ отмечалось, что на Струкова «повесили» проблемный актив — Коркинский разрез, второй по величине в Европе, который нужно было рекультивировать. После ряда неудачных попыток его передали компании РМК, которая разработала проект ликвидации разреза.
В 2020 году ЮГК Струкова подверглась критике СМИ в связи с начавшимся корпоративным конфликтом вокруг холдинга Petropavlovsk Plc (ГК «Петропавловск»). В феврале 2020 года ЮГК Струкова вошла в капитал холдинга Petropavlovsk Plc (ГК «Петропавловск»), выкупив пакет в 22,37 % у миллиардера Романа Троценко, впоследствии увеличив его до 29,16 %, после чего был инициирован ряд проверок с приглашением аудиторской компании KPMG. Результатом проверок стало увольнение Павла Масловского с поста гендиректора, смена менеджмента на ключевом активе предприятия, «Покровском руднике» и обращение в правоохранительные органы. В декабре 2020 года против Павла Масловского было возбуждено уголовное дело по подозрению в растрате в особо крупном размере ч. 4 ст. 160 УК, после чего он был арестован и остался в СИЗО. По версии следствия, бывший глава холдинга акцептовал покупку АО «Покровский рудник» офисного здания в Благовещенске за 218 млн рублей. Оно принадлежало компании сына бизнесмена Андрея Масловского. Согласно судебной оценке, это в несколько раз выше реальной стоимости актива, а через сделки с недвижимостью из холдинга выводились финансовые средства. По другой версии, уголовное дело было связано с корпоративным конфликтом и попыткой давления на менеджмент «Покровского рудника».
Константин Струков проживает в городе Пласт Челябинской области, где находятся основные активы ЮГК. По городу он передвигается за рулём белой «Нивы» и регулярно спускается в шахту с рабочими. СМИ характеризуют Струкова как достаточно замкнутого человека, который не очень любит общаться с прессой, очень влиятельного в регионе, который никогда не был замечен в каких-то скандалах и разборках.

## Награды
- Медаль ордена «За заслуги перед Отечеством» II степени (24 июня 2021) — за достигнутые трудовые успехи и многолетнюю добросовестную работу[81][82]
- Медаль Жукова[3]
- Знак «Шахтёрская слава» I (2007), II (2005) и III (2002) степеней[2][34][35]
- Орден преподобного Сергия Радонежского III степени[3][34]
- Орден «За заслуги перед Хакасией» (2025)[83]
- Медаль «За вклад в развитие Челябинской области» (12 сентября 2023) — за большой личный вклад в развитие горнодобывающей отрасли и активную законотворческую и общественную деятельность[84]
- Знак отличия «За заслуги перед Челябинской областью»[85]
- Лауреат премии «Светлое прошлое»-2018[86]
- Лауреат госпремии «Меценат года»-2018[87]
- Почётный гражданин Челябинской области (6 сентября 2018) — за большой вклад в социально-экономическое развитие Челябинской области, повышение её авторитета в Российской Федерации
- Почётный гражданин города Пласт[35]
- Почётная грамота Президента РФ[88]

## Личная жизнь
Женат, двое детей и четверо внуков.